# Холявко Руслан Володимирович
Русла́н Володи́мирович Холя́вко (1981—2023) — головний сержант Державної прикордонної служби України, учасник російсько-української війни.

## Життєпис
Народився 9 липня 1981 року в смт Нова Ушиця. Навчався у Новоушицькій школі № 1.
Проходив строкову військову службу в повітрянодесантних військах (м. Болград Одеської обл.).
У 2014 році вступив у добровольчий батальйон «Донбас», брав участь у боях м. Лисичанськ, м. Іловайськ, с. Широкіне.
З 2017 р. служив за контрактом у Державній прикордонній службі України. З березня 2020 р. по 12 лютого 2023 р. проходив військову службу в 3-му прикордонному загоні імені Героя України полковника Євгенія Пікуса Державної прикордонної служби України.
З 24 лютого 2022 р. по 11 лютого 2023 р. безпосередньо брав участь в бойових діях по забезпеченні здійснення заходів з національної безпеки і оборони, відсічі та стримування військової агресії російської федерації проти України в Донецькій та Луганській областях (м. Попасна, м. Лиман, м. Слов'янськ, м. Лисичанськ).
Загинув у районі ведення воєнних (бойових) дій на околиці населеного пункту Федорівка Бахмутського району Донецької області 11 лютого 2023 р.

## Нагороди
- орден «За мужність» II ступеня (посмертно) (2023)
- орден «За мужність» III ступеня (2015) — за особисту мужність і героїзм, виявлені у захисті державного суверенітету та територіальної цілісності України, вірність військовій присязі під час російсько-української війни
- відзнака Президента України «За участь в антитерористичній операції» (2016)